# Einwegspiegel
Unter einem Einwegspiegel (auch halbdurchlässiger Spiegel, Venezianischer Spiegel, Spanischer Spiegel, Spionspiegel oder Polizeispiegel) versteht man im Allgemeinen ein optisches Bauteil (etwa eine Glasplatte), das eintreffendes Licht der einen Seite weitgehend reflektiert sowie einen kleinen Anteil durchlässt und das eintreffende Licht der anderen Seite komplett absorbiert. Somit wäre es möglich, dass man beispielsweise Personen auf der gegenüberliegenden Seite beobachten kann, während das Gegenüber nur sein eigenes Spiegelbild erkennt.

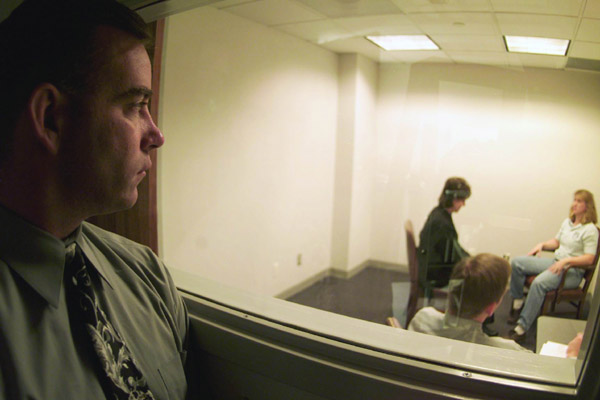
Einwegspiegel bei einer Vernehmung

Ein Medium, das solche Eigenschaften mit sich bringt, ist nach heutigem physikalischen Verständnis nicht möglich (vgl. jedoch optischer Isolator). Um dennoch Glasscheiben mit (weitgehend) diesen Eigenschaften zu erhalten, bedient man sich einer Schwäche des menschlichen Auges (bzw. aller optischen Aufnahmegeräte), nämlich dass immer nur ein begrenzter Bereich des vorhandenen Helligkeitsspektrums erfasst werden kann, während übrige Bereiche über- oder unterbelichtet erscheinen.

## Funktionsweise
Ein realer Einwegspiegel ist ein Floatglas, das durch Vakuum-Kathodenzerstäubung (Sputtern) mit einer dünnen Metalloxidschicht beschichtet wurde. Im Gegensatz zu einem echten Spiegel ist diese Schicht dünn genug, um Teile des einfallenden Lichtes auch transmittieren zu lassen. Somit wird nur ein bestimmter Anteil des Lichtes reflektiert, der Rest dringt zur anderen Seite durch. Diese strahlenteilende Eigenschaft besitzen auch normale Glasplatten wie Fensterscheiben, allerdings nicht in dem nötigen Verhältnis von Reflexion und Transmission.
Einwegspiegel, deren Anwendung die tatsächliche einseitige, optische Abschirmung eines Raumes ist, weisen einen sehr niedrigen Lichttransmissionsgrad und einen starken Lichtreflexionsgrad auf, lassen also kaum Licht auf die andere Seite durch. Dies initiiert automatisch die Bedingungen, die herrschen müssen, damit ein Einwegspiegel wie beabsichtigt funktioniert:
- Der zu überwachende Raum muss sehr hell beleuchtet sein, damit auch ausreichend Licht auf die andere Seite gelangt. Das bedeutet aber zugleich, dass sehr viel Licht zurückgeworfen wird. Personen im überwachten Raum sehen also hauptsächlich ihre Spiegelung.
- Auf der beobachtenden Seite muss dieser Effekt minimiert werden, denn der Beobachter will seine eigene Spiegelung möglichst nicht wahrnehmen. Deswegen muss der Raum des Beobachters möglichst wenig beleuchtet sein, damit auch wenig Licht zurückgeworfen wird. Dadurch gelangt natürlich noch weniger Licht zum überwachten Raum, wodurch man von dort den Beobachter quasi überhaupt nicht mehr erkennen kann.

Die Beleuchtungssituation bedingt also die zwei entscheidenden Effekte, die dafür sorgen, dass der Beobachter nicht gesehen werden kann, nämlich einerseits das wenige Licht, das vom Beobachter kommt, und andererseits die großen Mengen Licht, die vom Einwegspiegel zurückgeworfen werden und den Beobachter überblenden.

### Gleichhell beleuchtete Räume

Die roten Pfeile symbolisieren das Licht von der Beobachterseite, die grünen Pfeile das Licht von der Seite des überwachten Objekts. Da das Licht beim Weg durch das halbtransparente Material abgeschwächt wird, ergibt sich durch die Anordnung der Materialien auf beiden Seiten, dass das beobachtete Objekt immer lichtstärker ist und somit den Beobachter überdeckt.

Auch gleichhelle Räume können wirksam vor Blicken geschützt werden: Man verwendet eine teildurchlässige Spiegelschicht auf einem Substrat aus eingefärbtem Glas, das auf der spiegelabgewandten Seite zusätzlich eine Antireflexbeschichtung trägt. Während das Licht im Kontrollraum die dorthin gerichtete teilabsorbierende Glasscheibe zweimal durchlaufen muss (vor und nach der Spiegelung), ist dies für das aus dem anderen Raum durch die Spiegelschicht hindurchtretende Licht nur einmal der Fall. Dadurch wirkt die Scheibe vom Kontrollraum aus dunkel und behindert den Durchblick weniger. Das Licht im zu beobachtenden Raum wird jedoch größtenteils durch die auf dieser Seite befindliche Spiegelschicht zurückgeworfen – die Fläche erscheint hell, Konturen im Kontrollraum werden überstrahlt.